# Viggianello (Francia)
Viggianello (in corso Vighjaneddu) è un comune francese situato nel dipartimento della Corsica del Sud nella regione della Corsica.

## Società

### Evoluzione demografica
Abitanti censiti